# Genlisea flexuosa
Genlisea flexuosa är en tätörtsväxtart som beskrevs av Rivadavia, A.Fleischm. och Gonella. Genlisea flexuosa ingår i släktet Genlisea och familjen tätörtsväxter. Inga underarter finns listade i Catalogue of Life.